# Henrik Nordlander
Henrik Nordlander, född 16 mars 1992 i Vinslöv, är en svensk handbollsmålvakt.

## Karriär
Nordlander började spela handboll i Vinslövs HK där han var med och kom trea i ungdoms-SM med Vinslöv 2008. Säsongen 2009/2010 gick han till IFK Kristianstad där han var under kontrakt fram till säsongen 2014–2015. I SM-finalen 2013 som IFK Kristianstad förlorade i sista sekunden till HK Drott fick Nordlander hoppa in då Herdeiro Lucau fick en ögonskada i finalen. Det blev Nordlanders sista tävlingsmatch i IFK Kristianstad.
Inför säsongen 2013–2014 lånades Nordlander ut till HK Malmö. I Malmö råkade han ut för en ögonskada. Efter säsongen 2013/2014 lämnade Nordlander HK Malmö för norska Nøtterøy. Efter en säsong i Norge gick hans kontrakt med IFK Kristianstad ut och därefter gick han till IFK Skövde, där han delade målvaktssysslan med Joakim Svensson.
I maj 2016 bröt han kontraktet med Skövde för spel i Spanien med Helvetia Anaitasuna. I Spanien gjorde Henrik Nordlander succé enligt Kristianstadsbladet. Han stannade två säsonger men bytte 2018 klubb till danska SönderjyskE.
2020 flyttade Nordlander hem till svensk handboll genom att ansluta till IFK Ystad. 2022 lämnade han IFK Ystad och skrev kontrakt med spanska klubben Ángel Ximénez.
Henrik Nordlander har inga landslagsmeriter.